# Viking Stavanger FK
El Viking Fotballklubb, también conocido simplemente como Viking, y a nivel internacional Viking Stavanger, es un club de fútbol de la ciudad de Stavanger, Noruega. El club fue fundado en 1899 y es uno de los clubes más antiguos y exitosos del fútbol noruego, habiendo ganado ocho títulos de la Tippeligaen, la última en 1991, y seis Copas de Noruega, la última en 2019. Disputa sus partidos como local en el Viking Stadion, con capacidad para 16.600 espectadores, y juega en la Eliteserien.
El club ha jugado y ganado más partidos de primera división que cualquier otro club noruego y ha jugado en primera división desde que se estableció, a excepción de los años 1966-67 y 1987-88. Entre los más notables éxitos europeos del Viking se incluye la eliminación del Chelsea de la Copa de la UEFA en 2002-03, la eliminación del Sporting CP del mismo torneo en 1999-00, y la clasificación para la fase de grupos de la Copa de la UEFA 2005-06.

## Historia

### Fundación y primeros años (1899-1959)
El Viking fue fundado en Stavanger en 1899 y jugaron principalmente partidos locales en los primeros años. Desde la década de 1930, el club se consolidó a nivel nacional, jugando en la final de Copa de 1933, que perdió ante el Mjøndalen. Durante la década de 1930 el club contó con varios de sus jugadores más conocidos, el más destacado Reidar Kvammen, quien ganó la medalla de bronce con el equipo olímpico de Noruega en 1936. Su hermano Arthur Kvammen jugó también con Noruega.
Después de la Segunda Guerra Mundial, el Viking se convirtió en un equipo dominante en la década de 1950 del fútbol noruego, superando en las finales de Copa al Lillestrøm en 1953 y Sandefjord en 1959, además de ganar el título de liga en 1957-58. El veterano portero Sverre Andersen fue el jugador más destacado en esta generación, mientras que Edgar Falch también ganó jugó varios partidos con Noruega. Rolf and Kåre Bjørnsen, Asbjørn Skjærpe y Leif Nicolaysen fueron otros jugadores destacados, mientras que un joven Olav Nilsen comenzó su carrera notable en el Viking en 1959. El récord de asistencia del club tuvo lugar en la semifinal de la Copa de 1959, cuando 18.892 espectadores vieron derrotar al Odd 4-0.

### Tetracampeón de liga (1960-1982)
Mientras que la década de 1960 fue una década algo más tranquilo para el Viking, el club volvió a dominar el fútbol noruego en 1970. El Viking ganó cuatro títulos de liga consecutivos entre 1972 y 1975, así como un doblete en 1979. El innovador entrenador de 1972, Kjell Schou Andreassen, sentó las bases para el éxito, con sus ideas sobre el comportamiento cooperativo, atacando con sus centrales Sigbjørn Slinning y Anbjørn Ekeland. Sin embargo, el equipo tuvo un nuevo entrenador cada año, con Sverre Andersen, Stuart Williams y Olav Nilsen llevándolos al título en los años posteriores, y Tony Knapp en el equipo de 1979. El centrocampista Olav Nilsen fue, también, un jugador clave en el terreno de juego en la primera mitad de la década, ganando el apodo de "vikingo Olav", mientras que el centrocampista Svein Kvia fue galardonado como el jugador noruego del año en varias ocasiones. Arvid Knutsen, Reidar Goa, Hans Edgar Paulsen, Erik Johannessen, Inge Valen, Johannes Vold, Svein Hammerø, Gunnar Berland y Trygve Johannessen fueron otros futbolistas clave.
La década de 1980 comenzó bien para el club. Kjell Schou Andreassen volvió a entrenar al club y lo llevó al título de liga en 1982. También fue subcampeón de la liga en 1981 y 1984, y en la copa en 1984, descubriendo nuevos talentos como Bjarne Berntsen, Per Henriksen, Erik Thorstvedt, Svein Fjælberg, Nils Ove Hellvik, Tonning Hammer, Isak Arne Refvik, Torbjørn Svendsen, Trygve Johannessen y Gary Goodchild.

### Descenso a segunda división y nueva era (1985-1999)

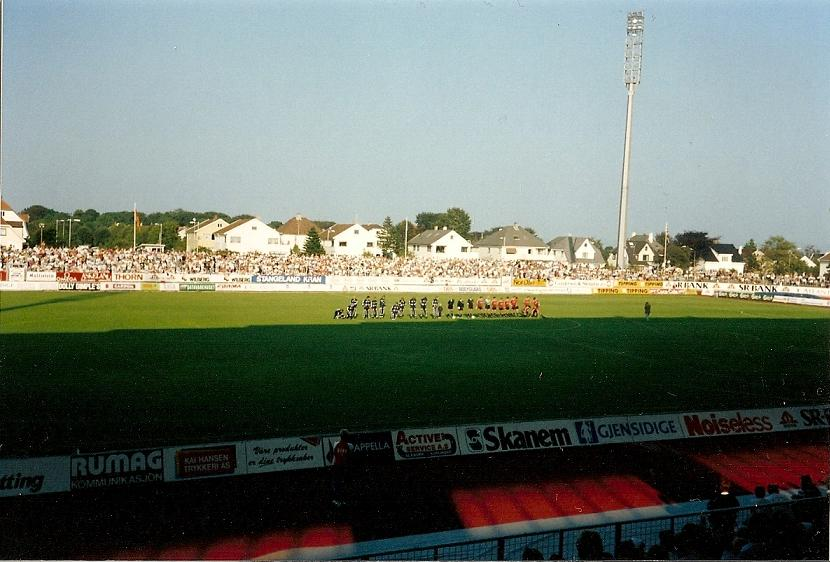
El Viking en un amistoso contra el Manchester United en julio de 1991 en el viejo Stavanger Stadion.

Sin embargo, a mediados de la década de 1980, el club descendió a segunda división. En 1987 tuvo lugar la peor temporada del club en los últimos tiempos ya que el club terminó en octava posición en segunda división, mientras que su rival local del Bryne ganó la copa y sus vecinos del Vidar casi ganan el ascenso a la Tippeligaen.
El club arriesgó en su intento de regresar a la élite del fútbol noruego al contratar al entrenador sueco Benny Lennartsson y los futbolistas Kjell Jonevret y Per Holmberg, que llegaron con grandes salarios. La apuesta dio sus frutos cuando el carismático delantero Alf Kåre Tveit aseguró un polémico penalti en el minuto 95 contra el SK Vard Haugesund en el partido final de la liga de la temporada 1988. Arild Ravndal convirtió el penalti para dar la victoria al Viking y asegurar la promoción, en lo que se conoce ya como "el milagro de Haugesund". Esto marcó el inicio de una nueva era, y el club ganó la Copa en 1989 y la liga en 1991. Lars Gaute Bø, Roger Nilsen, Kent Christiansen, Egil Fjetland, Jan Fjetland, Trond Egil Soltvedt, Mike McCabe y Børre Meinseth fueron los jugadores más importantes procedentes de la cantera del Viking.
Sin embargo, muchos de los jugadores jóvenes del equipo ganador de la liga 1991 no lograron estar a la altura de las expectativas, y el club estuvo a punto de volver a descender en 1992 bajo las órdenes de Arne Larsen Økland. Bjarne Berntsen asumió el cargo de entrenador a mediados de temporada y aseguró la permanencia, así como siendo eliminando por el FC Barcelona de la Liga de Campeones en primera ronda por un ajustado 1-0 en el global. Mientras que el club pasó la mayor parte de la década de 1990 tratando de llegar a los tres primeros puestos, la dictadura deportiva que impuso el Rosenborg BK en los precedentes campeonatos de liga hizo imposible que el Viking pudiera aspirar al título. La década de 1990 fue también la época de las exportaciones de los jugadores en el fútbol noruego, y el Viking consiguió sustanciales ganancias de la venta del delantero Egil Østenstad al Southampton por 900.000 libras en 1996 y el portero Thomas Myhre al Everton por 800.000 libras en 1997, entre otros. Gunnar Aase, Lars Gaute Bø, Magnus Svensson, Bjarte Aarsheim, Kenneth Storvik, Roger Nilsen y Ingve Bøe fueron los jugadores más importantes de esta generación.

### Eliminación del Chelsea y nuevo estadio (2000-presente)
Benny Lennartson regresó en 2000 para tomar el relevo de Poul Erik Andreasen, y esto dio lugar a dos terceros puestos, un título de la copa y una victoria memorable en Copa de la UEFA sobre el Chelsea, siendo eliminado en segunda ronda por el Celta de Vigo. En 2003, Kjell Inge Olsen asumió el cargo de entrenador, y el club terminó quinto en la liga.

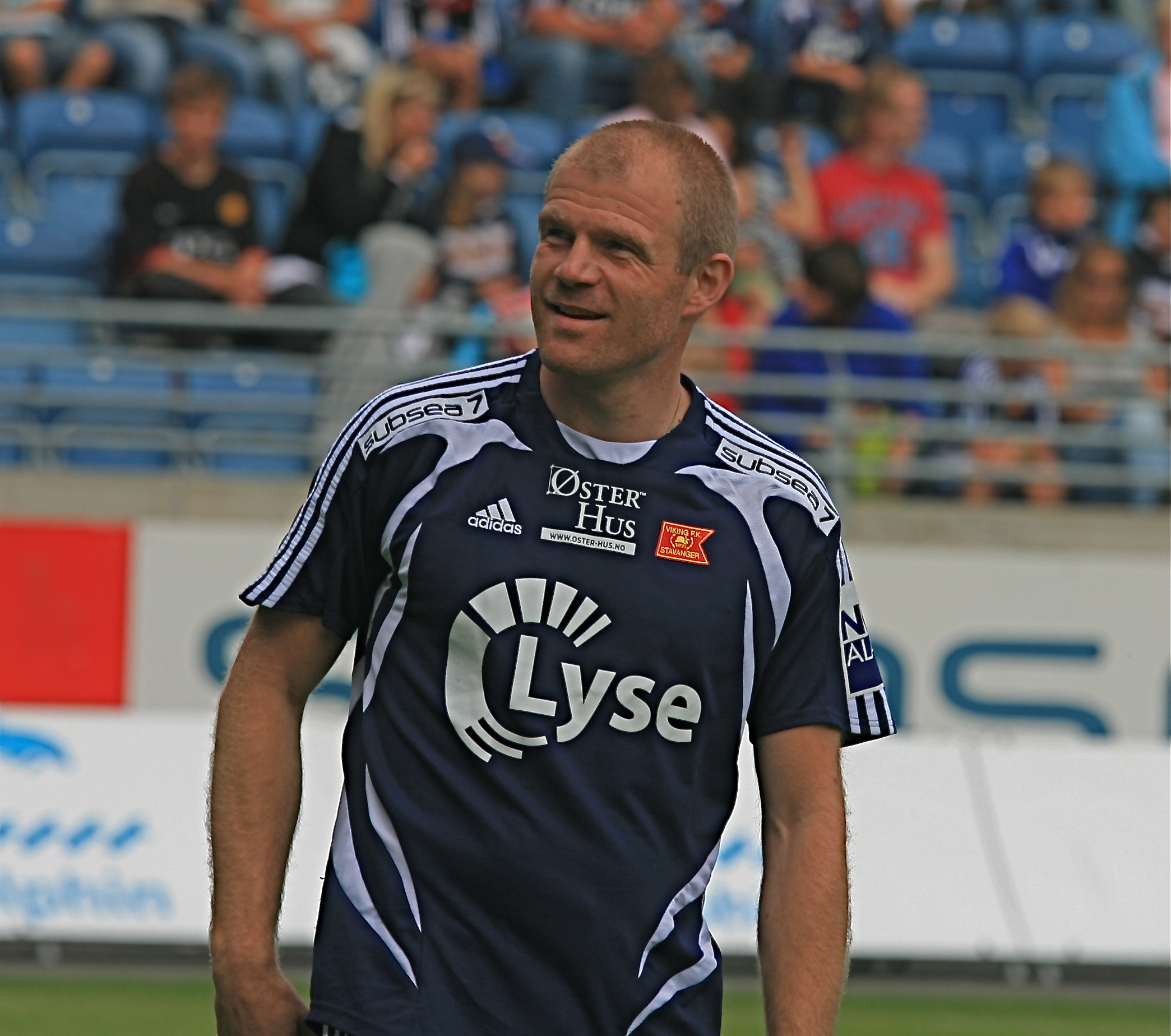
El delantero internacional Egil Østenstad en un partido con el Viking.

Al comienzo de la temporada 2004, el club se mudó a su nuevo estadio en Jåttåvågen, el Viking Stadion, un moderno estadio con capacidad para 16.000 espectadores. Al mismo tiempo, Roy Hodgson asumió el cargo de entrenador. El club terminó noveno en su primera temporada en el nuevo estadio y el quinto en la campaña de 2005. Brede Hangeland, Egil Østenstad, Peter Kopteff y Frode Hansen fueron jugadores notables en este período. Al final de la temporada, Roy Hodgson dejó su trabajo como entrenador del Viking para ocupar el cargo de seleccionador de Finlandia, y fue reemplazado por Tom Prahl.
La temporada 2006 empezó mal para el equipo de Prahl, que fue sustituido por Tom Start Nordlie quien consiguió salvar al equipo en un final de temporada excelente tras haber estado al borde del descenso. El 22 de noviembre de 2006, el Viking fichó al alemán Uwe Rösler como nuevo entrenador. Bajo las órdenes de Rösler, el Viking firmó un meritorio tercer puesto en la tabla en 2007. Sin embargo, las siguientes temporadas fueron menos exitosos, con el sexto lugar en 2008 y 10.º en 2009. También fueron sorprendentemente eliminados de la Copa de la UEFA por el equipo finlandés FC Honka en 2008, y sufrió una derrota vergonzosa ante sus rivales del Bryne FK en la copa doméstica en 2009. Rösler dimitió de su cargo como técnico del club el 18 de noviembre de 2009.
A principios de diciembre de 2009, después de un período de especulación masiva en los periódicos locales, el Viking firmó como entrenador a Åge Hareide, que venía de dirigir a la selección de Noruega. Al no llevar ningún título a Stavanger, Hareide fue destituido el 9 de junio de 2012. Kjell Jonevret firmó como nuevo entrenador del club el 19 de junio de 2012. Jonevret ya militó previamente en el Viking como jugador de 1988 a 1990.

## Jugadores

### Plantilla 2025
Jugadores con más partidos disputados
- 551  Svein Kvia
- 523  Sigbjørn Slinning
- 501  Erik Johannesen
- 500  Torbjørn Svendsen
- 482  Sverre Andersen
- 431  Thomas Pereira (el partido final fue su partido testimonial contra Brann el 21 de noviembre de 2009)
- 425  Bjarte Lunde Aarsheim
- 414  Olav Nilsen

Máximos goleadores del club
- 202  Reidar Kvammen
- 181  Trygve Johannessen
- 180  William Danielsen
- 176  Arthur Kvammen
- 167  Egil Østenstad
- 146  Åsbjørn Skjærpe
- 135  Erik Nevland

## Palmarés
- Tippeligaen:
  - Campeón (8): 1958, 1972, 1973, 1974, 1975, 1979, 1982, 1991
  - Subcampeón (2): 1981, 1984

- Adeccoligaen:
  - Campeón (3): 1967, 1988, 2018
  - Subcampeón (1): 1966

- Copa de Noruega:
  - Campeón (6): 1953, 1959, 1979, 1989, 2001, 2019
  - Subcampeón (5): 1933, 1947, 1974, 1984, 2000

## Participación en competiciones de la UEFA
| Temporada | Torneo                        | Ronda             | Club                     | Casa | Visita | Global      |  |
| --------- | ----------------------------- | ----------------- | ------------------------ | ---- | ------ | ----------- |  |
| 1972–73   | UEFA Cup                      | 1                 | ÍBV                      | 1–0  | 0–0    | 1–0         |  |
| 1972–73   | UEFA Cup                      | 2                 | 1. FC Köln               | 1–0  | 1–9    | 2–9         |  |
| 1973–74   | European Cup                  | 1                 | Spartak Trnava           | 1–2  | 0–1    | 1–3         |  |
| 1974–75   | European Cup                  | 1                 | Ararat Yerevan           | 0–2  | 2–4    | 2–6         |  |
| 1975–76   | European Cup                  | 1                 | Molenbeek                | 0–1  | 2–3    | 2–4         |  |
| 1976–77   | European Cup                  | 1                 | Baník Ostrava            | 2–1  | 0–2    | 2–3         |  |
| 1979–80   | UEFA Cup                      | 1                 | Borussia Mönchengladbach | 1–1  | 0–3    | 1–4         |  |
| 1980–81   | European Cup                  | 1                 | Red Star Belgrade        | 2–3  | 1–4    | 3–7         |  |
| 1982–83   | UEFA Cup                      | 1                 | Lokomotive Leipzig       | 1–0  | 2–3    | 3–3 (a)     |  |
| 1982–83   | UEFA Cup                      | 2                 | Dundee United            | 1–3  | 0–0    | 1–3         |  |
| 1983–84   | European Cup                  | 1                 | Partizan                 | 0–0  | 1–5    | 1–5         |  |
| 1985–86   | UEFA Cup                      | 1                 | Legia Warsaw             | 1–1  | 0–3    | 1–4         |  |
| 1990–91   | European Cup Winners' Cup     | 1                 | Liège                    | 0–2  | 0–3    | 0–5         |  |
| 1992–93   | UEFA Champions League         | 1                 | Barcelona                | 0–0  | 0–1    | 0–1         |  |
| 1995–96   | UEFA Cup                      | Preliminar        | TPV Tampere              | 3–1  | 4–0    | 7–1         |  |
| 1995–96   | UEFA Cup                      | 1                 | Auxerre                  | 1–1  | 0–1    | 1–2         |  |
| 1997–98   | UEFA Cup                      | 1ª Clasificatoria | Vojvodina                | 0–2  | 2–0    | 2–2 (5–4 p) |  |
| 1997–98   | UEFA Cup                      | 2ª Clasificatoria | Neuchâtel Xamax          | 2–1  | 0–3    | 2–4         |  |
| 1999–2000 | UEFA Cup                      | 1ª Clasificatoria | Principat                | 7–0  | 11–0   | 18–0        |  |
| 1999–2000 | UEFA Cup                      | 1                 | Sporting CP              | 3–0  | 0–1    | 3–1         |  |
| 1999–2000 | UEFA Cup                      | 2                 | Werder Bremen            | 2–2  | 0–0    | 2–2 (a)     |  |
| 2001–02   | UEFA Cup                      | 1ª Clasificatoria | Brotnjo                  | 1–0  | 1–1    | 2–1         |  |
| 2001–02   | UEFA Cup                      | 1                 | Kilmarnock               | 2–0  | 1–1    | 3–1         |  |
| 2001–02   | UEFA Cup                      | 2                 | Hertha BSC               | 0–1  | 0–2    | 0–3         |  |
| 2002–03   | UEFA Cup                      | 1                 | Chelsea                  | 4–2  | 1–2    | 5–4         |  |
| 2002–03   | UEFA Cup                      | 2                 | Celta Vigo               | 1–1  | 0–3    | 1–4         |  |
| 2005–06   | UEFA Cup                      | 1ª Clasificatoria | Portadown                | 1–0  | 2–1    | 3–1         |  |
| 2005–06   | UEFA Cup                      | 2ª Clasificatoria | Rhyl                     | 2–1  | 1–0    | 3–1         |  |
| 2005–06   | UEFA Cup                      | 1                 | Austria Wien             | 1–0  | 1–2    | 2–2 (a)     |  |
| 2005–06   | UEFA Cup                      | Grupo A           | Monaco                   | 1–0  |        | 4º Lugar    |  |
| 2005–06   | UEFA Cup                      | Grupo A           | Hamburg                  |      | 0–2    | 4º Lugar    |  |
| 2005–06   | UEFA Cup                      | Grupo A           | Slavia Prague            | 2–2  |        | 4º Lugar    |  |
| 2005–06   | UEFA Cup                      | Grupo A           | CSKA Sofia               |      | 0–2    | 4º Lugar    |  |
| 2008–09   | UEFA Cup                      | 1ª Clasificatoria | Vėtra                    | 2–0  | 0–1    | 2–1         |  |
| 2008–09   | UEFA Cup                      | 2ª Clasificatoria | Honka                    | 1–2  | 0–0    | 1–2         |  |
| 2020–21   | UEFA Europa League            | 2ª Clasificatoria | Aberdeen                 | 0–2  |        |             |  |
| 2022–23   | UEFA Europa Conference League | Segunda Ronda     | Sparta Prague            | 2–1  | 0–0    | 2–1         |  |
| 2022–23   | UEFA Europa Conference League | Tercera Ronda     | Sligo Rovers             | 5–1  | 0–1    | 5–2         |  |
| 2022–23   | UEFA Europa Conference League | Playoff           | FCSB                     | 1–3  | 2–1    | 3–4         |  |

## Entrenadores

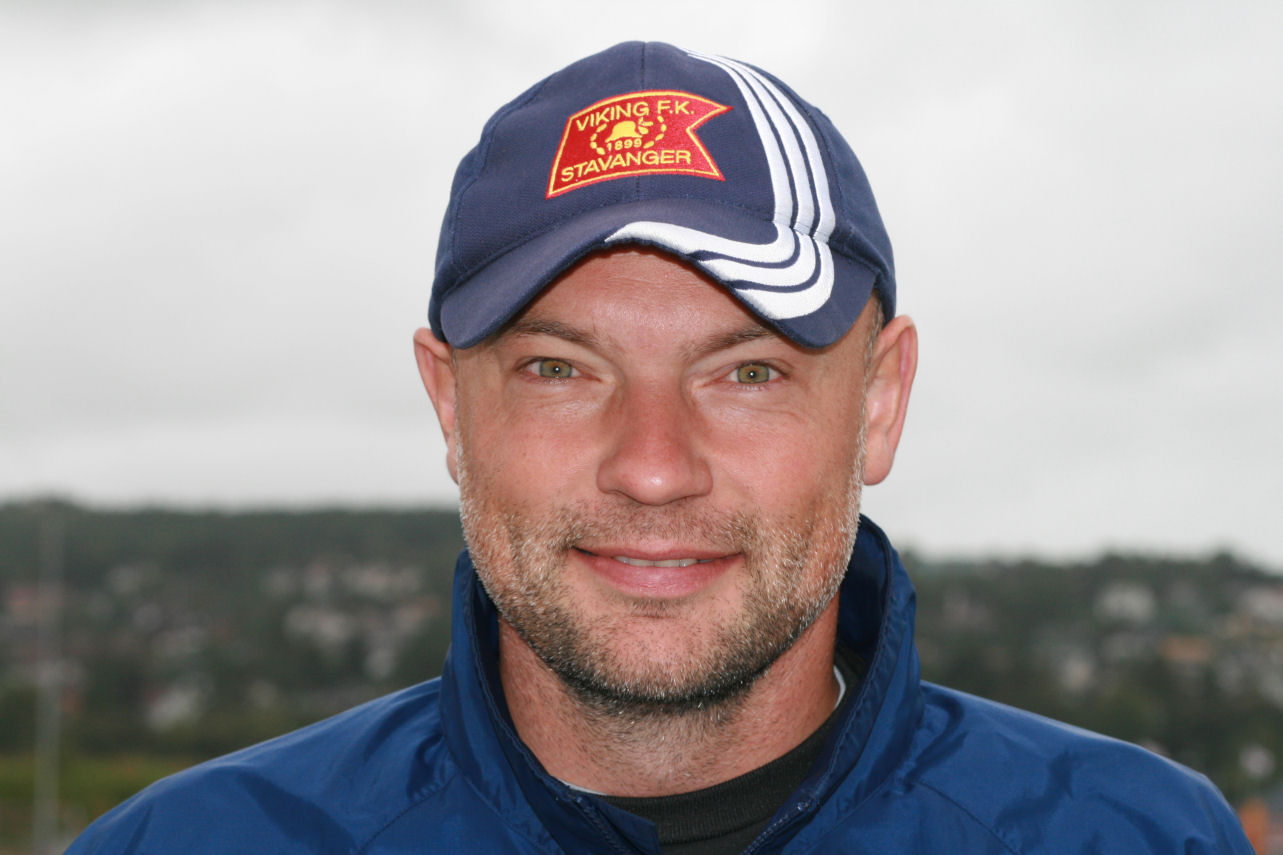
El alemán Uwe Rösler, en una imagen como técnico del club.

- Reinhard Andersen (1946)
- Sophus Jensen (1947-49)
- Frantz Gutkas (1950)
- Gunnar Stensland (1951-52)
- Georg Monsen (1953-54)
- William Danielsen (1955)
- Georg Monsen (1956-57)
- William Danielsen y Jens Opsahl (1958-59)
- Sverre Andersen y Jens Opsahl (1960)
- Svend Aage Jespersen (1961)
- Georg Monsen (1962-63)
- Reidar Kvammen (1964)
- Georg Monsen (1965)
- Claus Ellingsen (1966)
- Sverre Andersen (1966-70)
- Kjell Schou-Andreassen (1971-72)
- Sverre Andersen (1973)
- Stuart Williams (1974)
- Olav Nilsen (1975)
- Arvid Knutsen (1976)
- Svein Kvia y  Arne Johannessen (1977)
- Tony Knapp (1978-81)
- Kjell Schou-Andreassen (1982)
- Andreas Morisbak (1983)
- Keith Blunt (1984)
- Svein Kvia (1984)
- Bill Foulkes (1985)
- Sverre Andersen (1985)
- Svein Kvia (1986-87)
- Kjell Schou-Andreassen (1987)
- Benny Lennartsson (1988-91)
- Arne Larsen Økland (1992)
- Bjarne Berntsen (1992-95)
- Poul Erik Andreasen (1996-99)
- Benny Lennartsson (2000-02)
- Kjell Inge Olsen (2003-04)
- Bjarne Berntsen (2004)
- Roy Hodgson (2004-05)
- Tom Prahl (2006)
- Tom Nordlie (2006)
- Uwe Rösler (2007-09)
- Åge Hareide (2010-12)
- Kjell Jonevret (2012-16)
- Ian Burchnall (2017)
- Bjarte Lunde Aarsheim (interino) (2017)
- Bjarne Berntsen (2018–20)
- Bjarte Lunde Aarsheim &  Morten Jensen (2021–)